# Syspastospora parasitica
Espèce
Synonymes
- Melanospora parasitica (Tul.) Tul. & C. Tul., (1865)
- Sphaeronaema parasitica Tul., (1857)

Syspastospora parasitica est un champignon mycoparasite. Il attaque d'autres champignons, en particulier des espèces des genres Beauveria et Isaria (moisissures de la famille des Clavicipitaceae). Il parasite le mycélium de ses hôtes au moyen de cellules de contact spécialisées et produit des périthèces marron foncé, à long col.